# Сон Йеджин
Сон Йеджин (кор. 손예진) — южнокорейская актриса кино и телевидения. Прославилась ролями в романтических фильмах и телесериалах, таких как «Классика» (2003), «Летний аромат» (2003), «Момент, который нужно помнить» (2004) и «Апрельский снег» (2005). Завоевала актёрское признание за свою универсальность в различных жанрах, в частности, в фильмах «Одна в любви» (2006), «Моя жена вышла замуж» (2008), «Личный вкус» (2010), «Пираты» (2014) и картинах 2016 года «Поднятая правда» и «Последнее. Принцесса». Она также известна своими главными ролями в романтических драмах, таких как «Что-то под дождём» (2018) и «Любовное приземление» (2019).

## Карьера

### 2000—2005: Начало и восточноазиатская слава
Сон Йеджин была голосом Чон Ми Чжо в фильме Пак Ки Хена «Тайные слезы» в 2000 году, а затем сыграла ведущую роль в телевизионных драмах, таких как «Вкусное предложение», Сон Хи и Джин Хи, и «Большие амбиции». Её первая громкая роль в кино была в фильме Им Квон-Тхэка «Штрихи огня», который был показан в Каннах и получил награду за лучшую режиссуру в 2002 году.
Самый большой успех её ранней карьеры был в фильмах «Концерт влюблённых» и «Классика». Оба были хитами среднего уровня в Корее, и, в частности, «Классика» — работа режиссёра «Дрянной девчонки» Квак Чэёна — получила широкую известность в Гонконге и материковом Китае, позволив Сон стать звездой Восточной Азии. Сон ещё больше укрепила свой статус звезды Халлю (Корейская волна) в 2003 году, сыграв главную роль в телевизионной драме «Летний запах», третьей части сезонного тетралогического драматического сериала «Бесконечная любовь» режиссёра Юн Сок Хо.
Её следующие два фильма также оказались хитами в Восточной Азии: «Момент, чтобы помнить» основанный на известном японском сериале, установил рекорды кассовых сборов в Японии и продал более двух миллионов билетов в Корее, в то же время «Эйприл Сноу», в котором она снялась вместе с суперзвездой Пэ Ён Чжун также стал хитом в Японии и Китае. Сон, украсившая чистый и невинный образ в своих фильмах «Классика» и «Момент, который стоит запомнить», получила в Корее титул «Первая любовь нации».
В 2006 году она стала самой высокооплачиваемой корейской актрисой в корейских телесериалах, когда ей был гарантирован гонорар за талант в размере 50 миллионов вон (плюс поощрение) за эпизод ее главной роли в драме SBS «В одиночестве».

### 2006—2015: роли в фильмах разных жанров
Затем Сон отказалась от образа красивой девушки в своих следующих проектах. Она взяла на себя роли аферистки в «Искусство обольщения», амбициозного репортера в «В центре внимания» роковой женщины в «Открытом городе» и разведённой женщины в получившем признание критиков сериале « Один в любви». В 2008 году ее образ полиандрической женщины в «Моя жена вышла замуж» удостоился награды за лучшую женскую роль от престижной премии Blue Dragon Film Awards и других местных органов.
После съемок мрачной мистерии « Белая ночь» Сон захотела заняться более увлекательным проектом, поэтому она выбрала романтический комедийный сериал « Личный вкус» за которым последовал романтично-ужастик-комедия Зачарованный, который стал одним из самых кассовых фильмов 2011 года и, безусловно, самой успешной корейской романтической комедией за последние годы.
В 2012 году Сон снялась в своем первом блокбастере «Башня», римейке голливудского фильма-катастрофы 1974 года «Адская башня». Она вернулась на телевидение в 2013 году в мстительной драме « Акула» (также известной как « Не оглядывайся назад: Легенда об Орфее») затемснялась в главной роли в « Кровь и узы», триллере о дочери, которая подозревает, что ее отец был замешан в деле о похищении-убийстве.
Сон воссоединилась с партнершей по фильму «Шарк» Ким Нам Гил в приключенческом фильме 2014 года «Пираты», который получил неоднозначные отзывы, но стал коммерческим хитом с более чем 8,6 миллионами зрителей в конце его проката и Сон получила награду как лучшая актриса на Гран-при. Bell Awards «Пираты» — один из самых кассовых фильмов в Корее всех времен, наряду с другими фильмами Сон Йеджин «Башня» и «Последняя принцесса». Затем Сон снялась в черной комедии «Плохие парни всегда умирают» вместе с тайваньским актером Ченом Болином — китайско-корейской совместной постановке, которая снималась на острове Чеджу .
В 2016 году Сон воссоединилась с Ким Джу Хёком, партнером по фильму «Моя жена вышла замуж», в политическом триллере «Нет никакого секрета»; где она получила признание за свое выступление. Она выиграла лучшую женскую роль на 25-й церемонии вручения наград Buil Film Awards и 17-й премии кинокритиков Пусана за свое выступление. Затем она сыграла принцессу Деохе в биографическом фильме «Последняя принцесса», снятом режиссером « Эйприл Сноу» Хур Джин Хо. Фильм получил положительные отзывы критиков и стал кассовым хитом, собрав во всем мире 40,35 миллиона долларов США. Критики хвалили Сон за её «выдающуюся» игру в изображении «непостижимой глубины эмоциональных взлетов и падений Деохе»; завоевав множество наград за свою работу.
В 2018 году Сон вместе с Со Джи Саб снялась в романтическом фильме «Быть с тобой», основанном на одноименном японском романе. В том же году Сон вернулась на малый экран после пяти лет работы в романтической драме JTBC « Что-то под дождем». Сериал стал коммерческим хитом, и Сон получила восторженные отзывы за свою игру. Сон также снялась в криминальном триллере «Переговоры» вместе с Хён Бином, сыграв профессионального переговорщика, спасающего заложников.
В 2019 году Сон воссоединилась с Хён Бином в популярной романтической драме «Любовное приземление в роли богатой наследницы, которая влюбляется в северокорейского комиссара. Драма имела огромный успех и занимает третье место среди корейских драм в истории кабельного телевидения по рейтингу.
Сон должна дебютировать в Голливуде в 2022 году и сыграть вместе с Сэмом Уортингтоном в предстоящей работе режиссера Эндрю Никкола «Крест». Съемки фильма запланированы на начало апреля 2021 года в городе Хвасон, Южная Корея.

## Личная жизнь
1 января 2021 года было подтверждено, что Сон состоит в отношениях с актером Хён Бином, ее партнёром по фильму «Переговоры» (2018) и « Любовь приходит с неба» (2020).
31 марта 2022 года они связали себя узами брака. 27 июня 2022 года актриса объявила о беременности в личном аккаунте Instagram. 27 ноября родила сына.

## Фильмография

### Фильмы
| Год  | Название                    | Оригинальное название       | Роль             | Источник             |
| ---- | --------------------------- | --------------------------- | ---------------- | -------------------- |
| 2000 | Тайные слёзы                | 비밀                        |                  |                      |
| 2002 | Штрихи огня                 | 취화선                      | Со Ун            | [ 6 ]                |
| 2002 | Концерт влюблённых          | 연애소설                    | Сим Су Ин/Гён Хи | [ 8 ]                |
| 2003 | Классик                     | 클래식                      | Джи Хё/Джу Хи    | [ 9 ]                |
| 2003 | Первая реальная любовь      | 첫사랑 사수 궐기대회        | Джу Иль Мэ       | [ 60 ]               |
| 2004 | Момент, чтобы помнить       | 내 머리 속의 지우개         | Ким Су Джин      | [ 12 ]               |
| 2005 | Апрельский снег             | 외출                        | Со Ён            | [ 16 ]               |
| 2005 | Искусство обольщения        | 작업의 정석                 | Хан Джи Вон      | [ 20 ]               |
| 2007 | Девочка-лисичка             | 천년여우 여우비             | Юби (голос)      | [ 61 ]               |
| 2008 | Открытый город              | 무방비 도시                 | Пэк Чан Ми       | [ 22 ]               |
| 2008 | Моя жена вышла замуж        | 아내가 결혼했다             | Джу Ин А         | [ 26 ]               |
| 2009 | Белая ночь                  | 백야행: 하얀 어둠 속을 걷다 | Ю Ми Хо/Ли Джи А | [ 62 ]               |
| 2011 | Зачарованный                | 오싹한 연애                 | Кан Ё Ри         | [ 63 ]               |
| 2012 | Башня                       | 타워                        | Со Юн Хи         | [ 64 ]               |
| 2013 | Кровь и узы                 | 공범                        | Чон Да Ын        | [ 65 ]               |
| 2014 | Пираты                      | 해적: 바다로 간 산적        | Ё Воль           | [ 66 ]               |
| 2015 | Плохие парни всегда умирают | 나쁜놈은 반드시 죽는다      | Джи Ён           | [ 67 ]               |
| 2016 | Нет никакого секрета        | 비밀은 없다                 | Ким Ён Хон       | [ 68 ]               |
| 2016 | Последняя принцесса         | 덕혜옹주                    | Принцесса Ток Хе | [ 69 ]               |
| 2018 | Быть с тобой                | 지금 만나러 갑니다          | Су А             | [ 70 ]               |
| 2018 | Переговоры                  | 협상                        | Ха Че Юн         | [ 71 ]               |
| 2022 | Крест                       |                             | Вера             | [ 57 ] [ 72 ] [ 73 ] |
| 2025 | Метод исключения            | 어쩔수가없다                | Ми Ри            | [ 74 ]               |

### Телесериалы
| Год       | Название                               | Оригинальное название   | Роль                         | Телесеть | Источник |
| --------- | -------------------------------------- | ----------------------- | ---------------------------- | -------- | -------- |
| 2001      | Вкусное предложение                    | 맛있는 청혼             | Чан Хи Э                     | MBC      | [ 75 ]   |
| 2001      | Сон Хи и Джин Хи                       | 선희 진희               | Сим Сун Хи                   | MBC      | [ 4 ]    |
| 2002      | Большие амбиции                        | 대망                    | Чой Дон Хи                   | SBS      | [ 5 ]    |
| 2003      | Летний аромат                          | 여름 향기               | Сим Хе Вон                   | KBS2     | [ 11 ]   |
| 2006      | Один в любви                           | 연애 시대               | Ю Ын Хо                      | SBS      | [ 76 ]   |
| 2008      | Прожектор                              | 스포트라이트            | Со У Чжин                    | MBC      | [ 21 ]   |
| 2010      | Личные предпочтения                    | 개인 의 취향            | Пак Кэ Ин                    | MBC      |          |
| 2011      | Таинственный сад                       | 시크릿 가든             | Самой себя (камео, серия 20) | SBS      | [ 77 ]   |
| 2013      | Не оглядывайся назад: Легенда об Орфее | 상어                    | Чо Хэ У                      | KBS2     |          |
| 2018      | Что-то под дождем                      | 밥 잘 사주 는 예쁜 누나 | Юн Джин А                    | JTBC     | [ 78 ]   |
| 2019-2020 | Любовное приземление                   | 사랑 의 불시착          | Юн Сери                      | tvN      | [ 54 ]   |
| 2022      | Тридцать девять                        | 서른 아홉               | Ча Ми Джо                    | JTBC     |          |

## Награды и номинации
Сон была удостоена множества наград за свою карьеру. В настоящее время она выиграла в общей сложности 50 наград из 72 номинаций. Её коллекция наград включает 6 премий Baeksang Arts Awards, 4 Grand Bell Awards, 6 Blue Dragon Film Awards и 1 Buil Film Awards .